# Moen (België)
Moen is een dorp in de Belgische provincie West-Vlaanderen. Het is een deelgemeente van Zwevegem. Moen was een zelfstandige gemeente tot aan de gemeentelijke herindeling van 1977.
Moen is gelegen langs het Kanaal Bossuit-Kortrijk, dat de Schelde met de Leie verbindt.

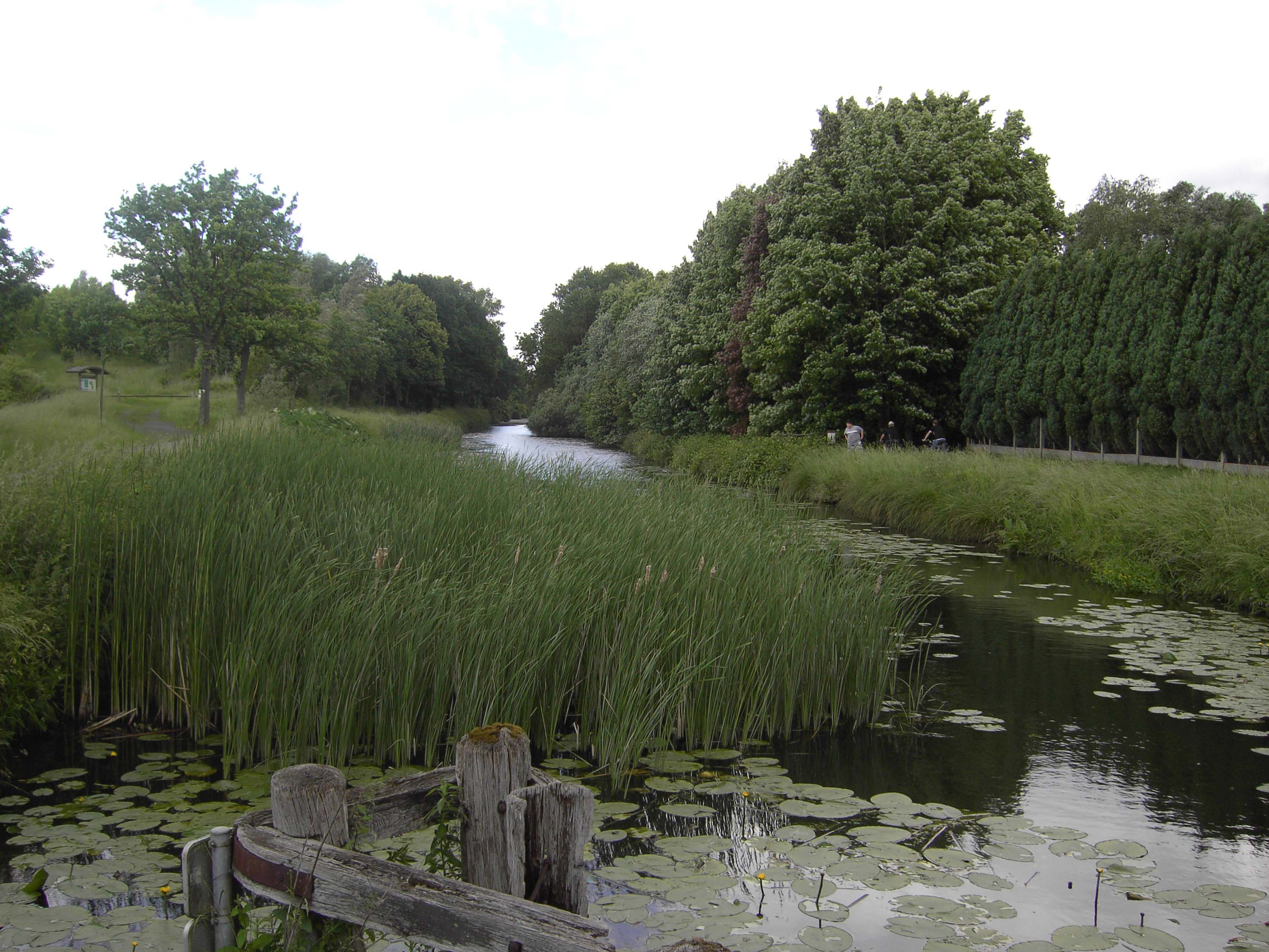
Nabij het kanaal Bossuit-Kortrijk

## Geschiedenis
In een 13e-eeuwse kopie van een handschrift uit 988 werd Moen voor het eerst genoemd, en wel als Mulnis. Van 1175 is de oudste originele oorkonde, waar de naam Mosnes werd gehanteerd. De naam zou van mul (fijn stof) kunnen zijn afgeleid.
Feodaal was Moen versnipperd tussen de kasselrijen Kortrijk en Oudenaarde, terwijl kleinere delen exclaves van de kasselrij Doornik waren. De dorpsheerlijkheid was van de 11e tot de 17e eeuw in bezit van de familie de Bernaige die ook de naam van Mouwe aannam. In de tweede helft van de 17e eeuw ging de heerlijkheid, door huwelijk, aan de familie van Marselaar. In 1718 werd hij gekocht door Ferdinand Joseph de Virmal de Fallerand. In dat jaar werd de heerlijkheid Moen tot graafschap verheven. De zetel van de heerlijkheid werd in de 13e eeuw gebouwd en in 1822 gesloopt.
De godsdiensttwisten leidden in 1579 tot een brandschatting van het dorp. Ook in 1644 en 1679 werd het dorp geplunderd. De Negenjarige Oorlog (1688-1697) leidde eveneens tot verwoestingen, in 1691 en 1694.
Van belang voor de economische ontwikkeling was de aanleg van het Kanaal Bossuit-Kortrijk, dat in 1860 gereedkwam en op het grondgebied van Moen doorheen een tunnel van 610 meter liep. Deze scheepstunnel werd in 1973 afgebroken. In 1869 kwam er ook een spoorwegverbinding.
Door deze verbindingen kwam er einde 19e eeuw te Moen ook industrie, zoals katoenweverijen en spinnerijen, waaronder de firma Gratry, die in 1934 door Bekaert werd overgenomen. Ook baksteen- en dakpannenfabrieken ontstonden in deze streek. Na de ambachtelijke veldovens kwam in 1910 en later de industriële vervaardiging van deze grofkeramiek.

## Demografische ontwikkeling
- Bronnen:NIS, Opm:1831 tot en met 1970=volkstellingen; 1976 = inwoneraantal op 31 december

## Bezienswaardigheden
- De Sint-Eligiuskerk
- De Sint-Pietersophaalbrug
- Het Heemkundig Museum

## Natuur en landschap
Moen ligt aan het Kanaal Bossuit-Kortrijk in Zandlemig Vlaanderen. Het hoogste punt is de Keiberg, 66 meter hoog, die de waterscheiding tussen Leie en Schelde vormt. Het laagste punt ligt op 20 meter, in het zuidoosten.
In de omgeving liggen de volgende natuurreservaten:
- De Vaarttaluds (12 ha groot)
- De Oude Spoorwegberm (5 ha groot)
- Het Orveytbos
- Het Mortagnebos

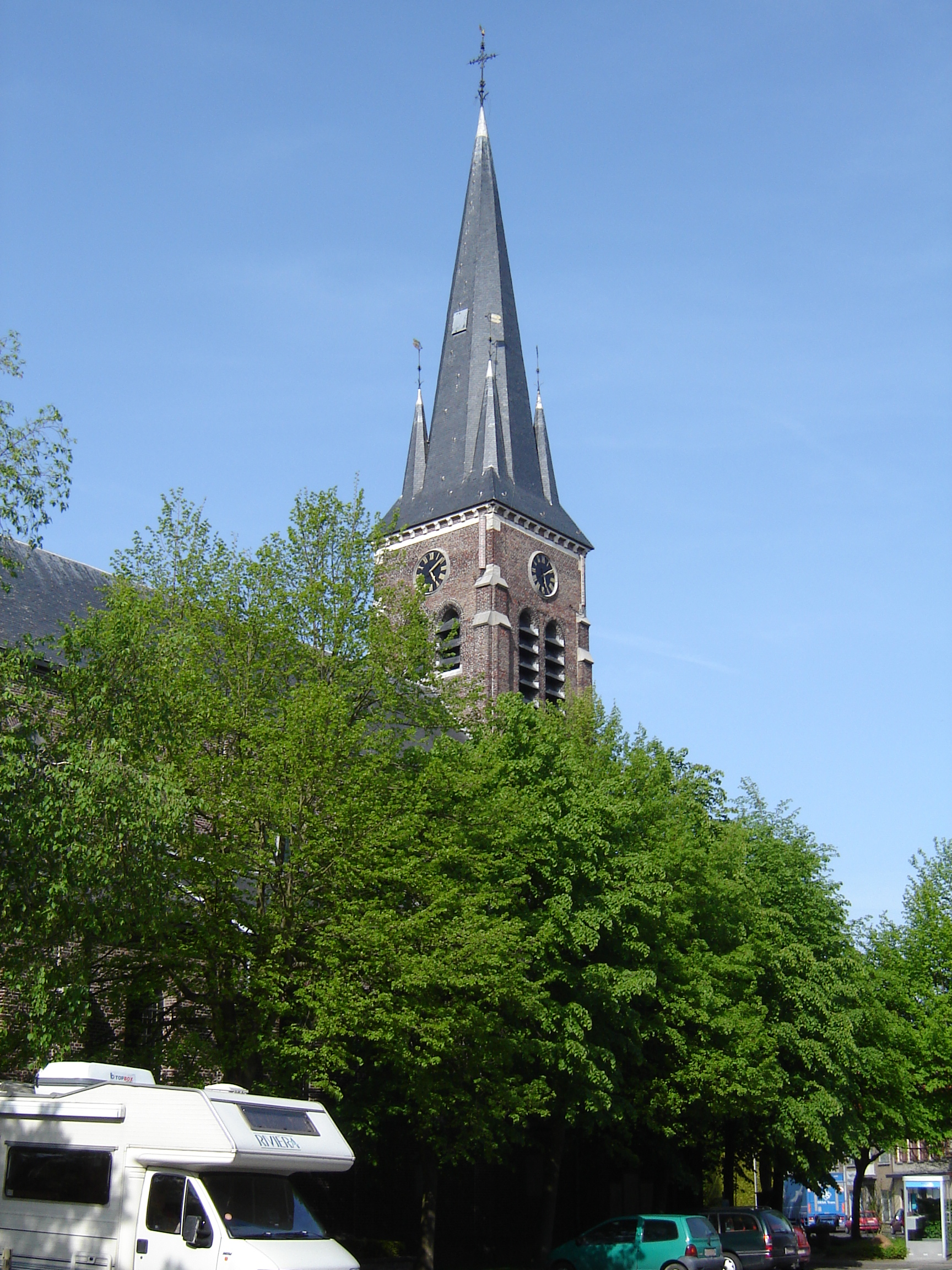
Sint-Eligiuskerk

## Nabijgelegen kernen
Bossuit, Zwevegem-Knokke, Heestert, Sint-Denijs